# 凌光
凌光（1966年3月1日—），上海人，中国退役女子篮球运动员，曾随中国国家队参加1988年夏季奥林匹克运动会女子篮球比赛，最终获得第六名。1990年打完亞洲運動會後高掛球衣移民新加坡。丈夫陳政皓（原名陳正昊）同為籃球運動員。